# Legs (chanson)
Pour les articles homonymes, voir Legs (homonymie).
Singles de ZZ Top
TV Dinners
(1983) Sleeping Bag
(1985)
Legs est une chanson de ZZ Top paru sur l'album Eliminator en 1983, puis est paru en single en 1984. La chanson a atteint la 8e place au Billboard Hot 100 aux États-Unis. Bien que les trois membres de ZZ Top aient été crédité pour avoir joué sur la chanson, seul Billy Gibbons était présent.
Le clip vidéo de Legs (comme les deux autres de l'album : Sharp Dressed Man et Gimme All Your Lovin') a été réalisé par Tim Newman avec le groupe, qui y a injecté un second degré texan : bière, bagarre et jolies filles. Les trois membres du groupe apparaissent comme de bons génies offrant une clef-logo du groupe ZZ Top faisant apparaître sa voiture qui fait tomber les filles. Le clip de Legs a gagné les MTV Video Music Awards de 1984.

## Classements hebdomadaires
| Classement (1984-85)                       | Meilleure place |
| ------------------------------------------ | --------------- |
| Australie (Kent Music Report)              | 6               |
| Belgique (Flandre Ultratop 50 Singles)     | 27              |
| Canada (Top Singles)                       | 9               |
| Irlande (Irish Recorded Music Association) | 9               |
| Pays-Bas (Nederlandse Top 40)              | 35              |
| Pays-Bas (Single Top 100)                  | 19              |
| Nouvelle-Zélande (RMNZ)                    | 7               |
| Royaume-Uni (UK Singles Chart)             | 16              |
| États-Unis (Billboard Hot 100)             | 8               |
| États-Unis (Billboard Hot Dance Club Play) | 13              |
| États-Unis (Cash Box)                      | 11              |

## Personnel
- Billy Gibbons : chant, guitare
- Dusty Hill : basse
- Franck Beard : batterie